# RedLynx
Ubisoft RedLynx es un estudio desarrollador de videojuegos finlandés con sede en Helsinki. Fundado el 17 de agosto de 2000 por los hermanos Atte y Antti Ilvessuo, el estudio operaba originalmente bajo el nombre de Punainen Ilves Laboratoriot Oy (literalmente Red Lynx Laboratories), pero fue rebautizada como RedLynx el 3 de junio de 2004. El 2 de noviembre de 2011, Ubisoft adquirió el estudio. Se les conoce por la famosa serie Trials, colaborar en el desarrollo de Tom Clancy's Rainbow Six Mobile, desarrollar Tom Clancy's The Division 2 para Google Stadia y recientemente, trabajar en el desarrollo de varios juegos en streaming con Ubisoft Scalar.

## Historia
RedLynx fue fundado el 17 de agosto de 2000 en Helsinki, Finlandia, por los hermanos Ilvessuo, originalmente con el nombre "Punainen Ilves Laboratoriot Oy". En un principio, el estudio creaba juegos interactivos para los canales de televisión MTV3 y Sub. Ese mismo año, un título del género de carreras y plataformas llamado Trials se lanzó en un sitio web dedicado y atrajo a miles de jugadores. Posteriormente, RedLynx aprovechó la popularidad del juego, actualizándolo con niveles adicionales.
RedLynx trabajó en varios juegos durante varios años para dispositivos móviles Applet Java y la N-Gage de la empresa finlandesa Nokia, entre ellos Pathway to Glory, considerado como uno de los mejores juegos en su lanzamiento y uno de los mejores de todo el catálogo de la N-Gage.
Después de varios lanzamientos de la serie Trials para dispositivos móviles Applet Java y la N-Gage, en 2007, RedLynx dio el salto lanzando Trials 2 y Warhammer 40,000: Squad Command, esta vez como juegos para Microsoft Windows, y este último para la Nintendo DS y la PlayStation Portable. El 1 de marzo de 2008, RedLynx lanzó una nueva versión de Trials 2, llamada Trials 2: Second Edition.
El estudio aumentó su reconocimiento mundial  cuando lanzó Trials HD el 12 de agosto de 2009 para Xbox Live Arcade de la consola Xbox 360, vendiendo más de 2 millones de copias. Posteriormente, recibió el premio al mejor juego arcade y a la mejor innovación.
El estudio fue adquirido por Ubisoft el 2 de noviembre de 2011 por una cantidad no revelada. De 30 empleados en 2007, pasó a 100 en 2015, y a más de 150 en 2022.
El primer juego desarrollado como filial de Ubisoft fue Trials Evolution, lanzado para Microsoft Windows y para Xbox 360, logró batir el récord de mejor primer día de ventas en Xbox Live Arcade. El juego recibió una puntuación de 90/100 en Metacritic, y un crítico de la revista Edge lo calificó como "la experiencia en línea más profunda en la historia de Xbox Live Arcade".
En abril de 2014, Ubisoft RedLynx lanzó Trials Frontier para Android y IOS, acomulando más de 100 millones de descargas hasta julio de 2022, alcanzando una puntuación de 4.5/5.0 en Google Play, y una de 4.6/5.0 en App Store. Ese mismo año también lanzó Trials Fusion para Microsoft Windows, Xbox 360, Xbox One y PlayStation 4, el cual alcanzó una puntuación general de 81/100 en Metacritic.
En la primavera 2015, Tero Virtala, el antiguo CEO del estudio abandonó el cargo, asumiendo Joonas Tamminen en su lugar.
En noviembre de 2017,  Ubisoft RedLynx lanzó South Park: Phone Destroyer para Android y IOS, un videojuego basado en la serie de dibujos animados South Park. El sitio web francés Jeuxvideo.com le otorgó el título de mejor juego móvil durante la Gamescom 2017. El juego acomula más de 50 millones de descargas hasta julio de 2022, recibiendo una puntuación de 4.5/5.0 en Google Play y una de 4.7/5.0 en App Store.
El 26 de febrero de 2019, Ubisoft RedLynx lanzó Trials Rising para Microsoft Windows, PlayStation 4, Xbox One y Nintendo Switch, y el 19 de noviembre del mismo año para Google Stadia. El juego recibió una puntuación de 83/100 en Metacritic, y fue nominado como mejor juego de carreras en los Game Critics Awards y los D.I.C.E. Awards.
El 3 de marzo de 2020, Ubisoft anunció que Ubisoft RedLynx estaría a cargo del desarrollo de la versión de The Division 2 para Google Stadia, teniendo cross-play y cross-save con la versión de Microsoft Windows. El juego completo junto con sus expansiones fueron lanzados para Google Stadia el 17 de marzo del mismo año.
El 1 de marzo de 2021, Joonas Tamminen abandonó el cargo de CEO del estudio, siendo reemplazado por Celine Pasula.
El 18 de marzo de 2022, en el puesto de Ubisoft de la Game Developers Conference, se anunció Ubisoft Scalar, una tecnología de desarrollo de juegos en la nube encabezada por Ubisoft Stockholm, en colaboración con Ubisoft RedLynx y otros 3 estudios de Ubisoft.
El 5 de abril de 2022, Ubisoft anunció Tom Clancy's Rainbow Six Mobile, un videojuego para Android y IOS basado en la experiencia del reconocido juego de disparos táctico Tom Clancy's Rainbow Six: Siege, el cual está desarrollado principalmente por Ubisoft Montreal, en colaboración con Ubisoft RedLynx y otros 9 estudios de Ubisoft.

## Videojuegos desarrollados
| Título                                      | Año  | Plataformas                                                                                |
| ------------------------------------------- | ---- | ------------------------------------------------------------------------------------------ |
| Trials                                      | 2000 | Applet Java                                                                                |
| Trials Bike Basic                           | 2003 | Applet Java                                                                                |
| Trials Bike Pro                             | 2003 | Applet Java                                                                                |
| Pathway to Glory                            | 2004 | N-Gage                                                                                     |
| Trials Construction Yard                    | 2004 | Applet Java                                                                                |
| Trials Mountain Heights                     | 2004 | Applet Java                                                                                |
| High Seize                                  | 2005 | N-Gage                                                                                     |
| Pathway to Glory: Ikusa Islands             | 2005 | N-Gage                                                                                     |
| Trials 2                                    | 2007 | Adobe Flash, Microsoft Windows                                                             |
| Warhammer 40,000: Squad Command             | 2007 | Nintendo DS, PlayStation Portable                                                          |
| Monster Trucks Nitro                        | 2008 | IOS, Mac, Microsoft Windows                                                                |
| Reset Generation                            | 2008 | N-Gage, Mac, Microsoft Windows                                                             |
| Trials 2: Second Edition                    | 2008 | Microsoft Windows                                                                          |
| Trials Dynamite Tumble                      | 2008 | Adobe Flash                                                                                |
| DrawRace                                    | 2009 | IOS                                                                                        |
| Monster Trucks Nitro II                     | 2009 | IOS                                                                                        |
| Trials HD                                   | 2009 | Xbox 360 (XBLA)                                                                            |
| 1000 Heroz                                  | 2011 | IOS                                                                                        |
| DrawRace 2                                  | 2011 | IOS, Android                                                                               |
| MotoHeroz                                   | 2011 | IOS, Wii (WiiWare)                                                                         |
| Nutty Fluffies                              | 2012 | IOS, Android                                                                               |
| Trials Evolution                            | 2012 | Xbox 360 (XBLA)                                                                            |
| Trials Evolution: Gold Edition              | 2013 | Microsoft Windows                                                                          |
| Trials Frontier                             | 2014 | IOS, Android                                                                               |
| Trials Fusion                               | 2014 | Microsoft Windows, Xbox One, PlayStation 4, Xbox 360 (XBLA)                                |
| Trials of the Blood Dragon                  | 2016 | Microsoft Windows, Xbox One, PlayStation 4                                                 |
| South Park: Phone Destroyer                 | 2017 | IOS, Android                                                                               |
| DrawRace 3 : World Championship             | 2017 | IOS, Android                                                                               |
| Trials Rising                               | 2019 | Microsoft Windows, Xbox One, PlayStation 4, Nintendo Switch, Google Stadia                 |
| Tom Clancy's The Division 2 (Google Stadia) | 2020 | Microsoft Windows, PlayStation 4, PlayStation 5, Xbox One, Xbox Series X\|S, Google Stadia |
| Tom Clancy's Rainbow Six Mobile             | TBA  | IOS, Android                                                                               |
| Tom Clancy's The Division Heartland         | TBA  | Microsoft Windows, PlayStation 4, PlayStation 5, Xbox One, Xbox Series X/S                 |